# Universidad de la Mancomunidad de Virginia
La Universidad de la Mancomunidad de Virginia (Virginia Commonwealth University, o VCU, en idioma inglés) es una universidad pública ubicada en Richmond, Virginia, Estados Unidos.
Es una de las cuatro universidades del estado de Virginia clasificadas como RU/H: Universidad de Investigación (alta actividad de la investigación) por el Carnegie Classification of Institutions of Higher Education.
Formada por una fusión entre el Instituto Profesional de Richmond (RPI) y la Universidad Médica de Virginia (MCV) en 1968. La VCU tiene una escuela médica de gran renombre, que es sede del más antiguo programa de trasplante de órganos de los Estados Unidos. VCU es también anfitriona del festival francés anual de cine de VCU, el festival francés más grande de cine de los Estados Unidos.

## Campus
VCU tiene dos campus en Richmond: el campus del Parque Monroe y el campus de la Facultad Médica de Virginia (MCV). La VCU también tiene una sede en el extranjero en Catar.

## Títulos
Oferta grados, maestrías y doctorados

## Deportes
- Datos: Q2303536
- Multimedia: Virginia Commonwealth University / Q2303536